# FreeBSD Documentation License
De FreeBSD Documentation License is een licentie die betrekking heeft op het grootste deel van de documentatie van het besturingssysteem FreeBSD. 
De licentie is vergelijkbaar met de 2-clause Simplified BSD License die gebruikt wordt door de rest van FreeBSD, maar maakt de betekenis van de "source code" en "compile" minder dubbelzinnig in het kader van documentatie. Het bevat ook een verplichte disclaimer over IEEE en Open Group-tekst in een aantal handleidingpagina's.
De Free Software Foundation classificeert dit als een vrije documentatie-licentie; ze stelt dat dit een toestaande non-copyleft vrije documentatie-licentie is, die verenigbaar is met GNU FDL. Ook is de Against DRM-licentie goedgekeurd volgens de Definitie van Vrije Culturele Werken.